# Trittico Lombardo
De Trittico Lombardo, eigenlijk de Trittico Regione Lombardia is een drieluik van de eendaagse wielerwedstrijden de Ronde van de Drie Valleien (Tre Valli Varesine), de Coppa Agostoni en de Coppa Bernocchi die verreden worden in de Italiaanse regio Lombardije.  
De volgorde en de dagen (al dan niet aaneengesloten) waarop ze verreden worden is niet ieder jaar gelijk. De winnaar van deze competitie is degene die de beste klassering behaalt in het totaal van de drie wedstrijden. Elk van deze wedstrijden behoorde tot de UCI Europe Tour. In 2020 stonden de Ronde van de Drie Valleien en Coppa Bernocchi op de nieuwe UCI ProSeries kalender van dat jaar geprogrammeerd, de Coppa Agostoni bleef op de Europe Tour-kalender staan.
In 2020 werd vanwege de samenstelling van de hernieuwde wielerkalender als gevolg van de Coronapandemie de drie koersen samengevoegd tot de eendaagsewedstrijd Gran Trittico Lombardo waarbij een parkoers was uitgezet die de drie centrale plaatsen van die koersen, Legnano (als startplaats), Lissone (met 2 plaatselijke ronden) en Varese (als finishplaats), samenbond.

## Lijst van winnaars
| Jaar | Ronde van de Drie Valleien                                                    | Coppa Agostoni                                                                | Coppa Bernocchi                                                               |                      | Trittico Lombardo |
| ---- | ----------------------------------------------------------------------------- | ----------------------------------------------------------------------------- | ----------------------------------------------------------------------------- | -------------------- | ----------------- |
| 1997 | Roberto Caruso                                                                | Massimo Apollonio                                                             | Gianluca Bortolami                                                            | Giovanni Lombardi    |                   |
| 1998 | Davide Rebellin                                                               | Andrea Tafi                                                                   | Fabio Sacchi                                                                  | Mirko Celestino      |                   |
| 1999 | Sergio Barbero                                                                | Massimo Donati                                                                | Giancarlo Raimondi                                                            | Sergio Barbero       |                   |
| 2000 | Massimo Donati                                                                | Jan Ullrich                                                                   | Romāns Vainšteins                                                             | Raimondas Rumšas     |                   |
| 2001 | Mirko Celestino                                                               | Francesco Casagrande                                                          | Paolo Valoti                                                                  | Gianluca Tonetti     |                   |
| 2002 | Eddy Ratti                                                                    | Laurent Jalabert                                                              | Daniele Nardello                                                              | Eddy Ratti           |                   |
| 2003 | Danilo Di Luca                                                                | Francesco Casagrande                                                          | Sergio Barbero                                                                | Massimo Giunti       |                   |
| 2004 | Fabian Wegmann                                                                | Leonardo Bertagnolli                                                          | Angelo Furlan                                                                 | Leonardo Bertagnolli |                   |
| 2005 | Stefano Garzelli                                                              | Paolo Valoti                                                                  | Danilo Napolitano                                                             | Lorenzo Bernucci     |                   |
| 2006 | Stefano Garzelli                                                              | Alessandro Bertolini                                                          | Danilo Napolitano                                                             | Andrea Tonti         |                   |
| 2007 | Christian Murro                                                               | Alessandro Bertolini                                                          | Danilo Napolitano                                                             | Alessandro Bertolini |                   |
| 2008 | Francesco Ginanni                                                             | Linus Gerdemann                                                               | Steven Cummings                                                               | Leonardo Bertagnolli |                   |
| 2009 | Mauro Santambrogio                                                            | Giovanni Visconti                                                             | Luca Paolini                                                                  | Mauro Santambrogio   |                   |
| 2010 | Daniel Martin                                                                 | Francesco Gavazzi                                                             | Manuel Belletti                                                               | Francesco Gavazzi    |                   |
| 2011 | Davide Rebellin                                                               | Sacha Modolo                                                                  | Jawhen Hoetarovitsj                                                           | Jawhen Hoetarovitsj  |                   |
| 2012 | David Veilleux                                                                | Emanuele Sella                                                                | Sacha Modolo                                                                  | David Veilleux       |                   |
| 2013 | Kristijan Đurasek                                                             | Filippo Pozzato                                                               | Sacha Modolo                                                                  | Simone Ponzi         |                   |
| 2014 | Michael Albasini                                                              | Niccolo Bonifazio                                                             | Elia Viviani                                                                  | Simone Ponzi         |                   |
| 2015 | Vincenzo Nibali                                                               | Davide Rebellin                                                               | Vincenzo Nibali                                                               | Vincenzo Nibali      |                   |
| 2016 | Sonny Colbrelli                                                               | Sonny Colbrelli                                                               | Giacomo Nizzolo                                                               | Sonny Colbrelli      |                   |
| 2017 | Alexandre Geniez                                                              | Michael Albasini                                                              | Sonny Colbrelli                                                               | Michael Albasini     |                   |
| 2018 | Toms Skujiņš                                                                  | Gianni Moscon                                                                 | Sonny Colbrelli                                                               | Toms Skujiņš         |                   |
| 2019 | Primož Roglič                                                                 | Aljaksandr Raboesjenka                                                        | Phil Bauhaus                                                                  | Giovanni Visconti    |                   |
| 2020 | niet verreden i.v.m. coranapandemie; vervangen door de Gran Trittico Lombardo | niet verreden i.v.m. coranapandemie; vervangen door de Gran Trittico Lombardo | niet verreden i.v.m. coranapandemie; vervangen door de Gran Trittico Lombardo | Gorka Izagirre       |                   |
| 2021 | Alessandro De Marchi                                                          | Aleksej Loetsenko                                                             | Remco Evenepoel                                                               | Alessandro Covi      |                   |
| 2022 | Tadej Pogačar                                                                 | Sjoerd Bax                                                                    | Davide Ballerini                                                              | Alejandro Valverde   |                   |
| 2023 | Ilan Van Wilder                                                               | Davide Formolo                                                                | Wout van Aert                                                                 | Vincenzo Albanese    |                   |
| 2024 |                                                                               |                                                                               |                                                                               |                      |                   |